# Baughton
Baughton – wieś w Anglii, w hrabstwie Worcestershire, w dystrykcie Malvern Hills. Leży 14 km na południe od miasta Worcester i 155 km na północny zachód od Londynu.